# Raj Bhavan (Kolkata)

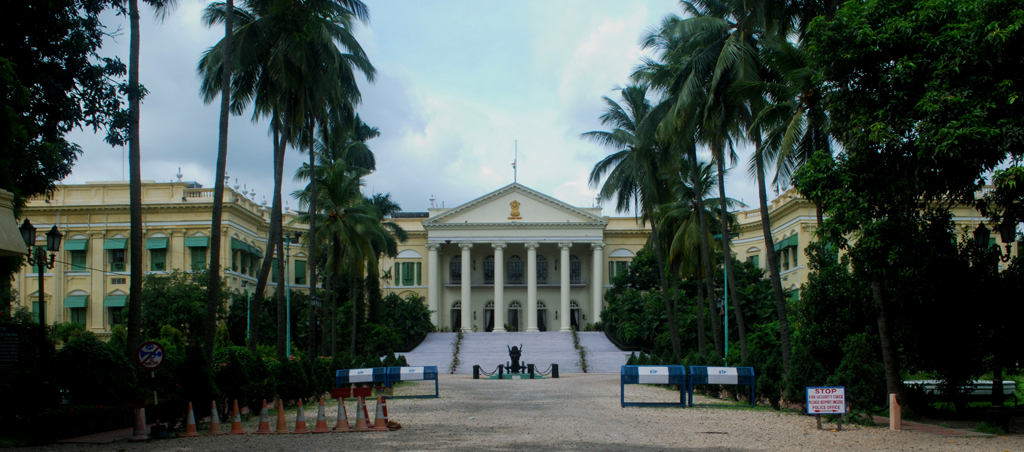
Noordgevel

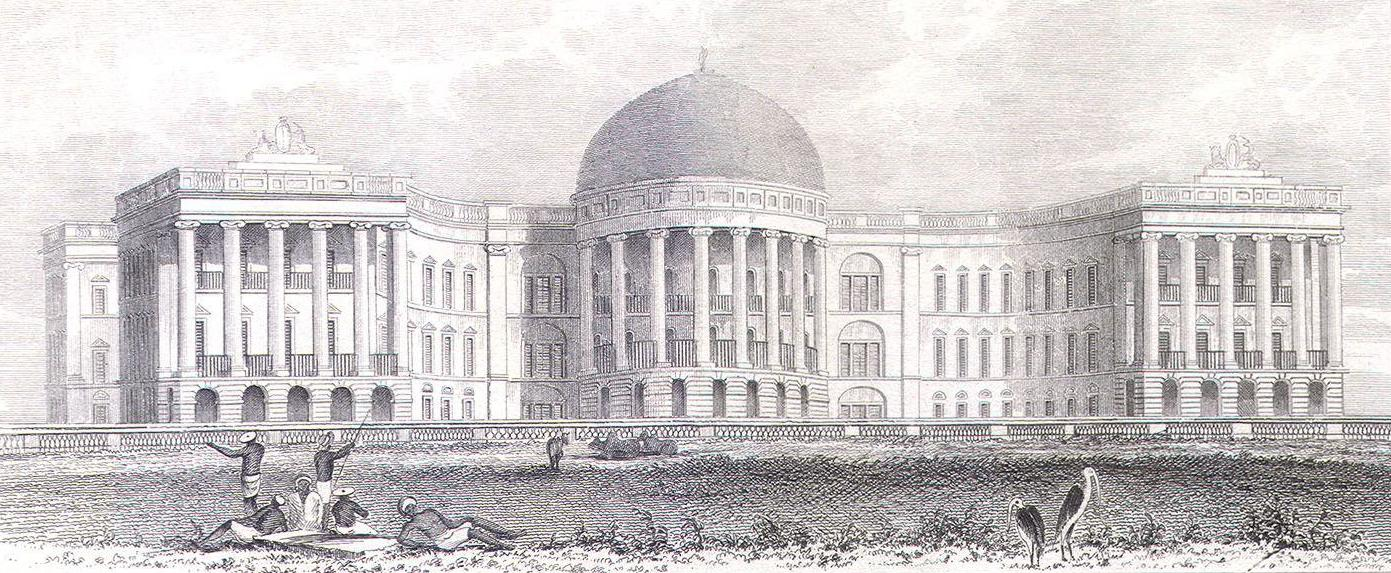
Zuidgevel op een prent uit 1842

Raj Bhavan is de ambtswoning van de gouverneur van West-Bengalen, gelegen in Kolkata, de hoofdstad van de Indiase deelstaat West-Bengalen. Het is een koloniaal gebouw van de Britten uit 1803, toen genaamd Government House.

## Geschiedenis
Tijdens het bestuur van de East India Company resideerde de gouverneur-generaal in het bescheiden Buckingham House, een gehuurd pand op dezelfde locatie. In 1799 nam gouverneur-generaal Richard Wellesley het initiatief om een reusachtig paleis te bouwen. De ontwerper, kapitein Charles Wyatt, gebruikte een neoklassieke stijl met barokke accenten, naar het model van Kedleston Hall in Derbyshire, het landhuis van de familie Curzon. Door een vreemd toeval zou de meest illustere telg van deze familie, George Nathaniel Curzon, een eeuw later als onderkoning zijn intrek nemen in het Raj Bhavan.
De bouw had vier jaar geduurd en 63.291 pond gekost, wat de Company onredelijk vond. Ze wreef Lord Wellesley misbruik van fondsen aan en hij werd in 1805 teruggeroepen naar Engeland. Na de machtsoverdracht van de East India Company aan de Britse Kroon in 1858, werd het de officiële residentie van de onderkoning van India, die voorheen in Belvedere Estate resideerde. Na de verplaatsing van de Brits-Indiase hoofdstad van het toenmalige Calcutta naar Delhi in 1911, werd het Government House de residentie van de luitenant-gouverneur van Bengalen. Sinds de onafhankelijkheid in 1947 is het de zetel van de gouverneur van West-Bengalen onder de naam Raj Bhavan.